# Zagtoon
Pour les articles homonymes, voir Zag (homonymie).
ZAGTOON est une société de production française, spécialisée dans les séries d’animation jeunesse tel que Miraculous ou encore Ghost Force . Elle a été fondée en 2009 par Jeremy Zag et Jacqueline Tordjman.
Zagtoon développe des propriétés à l’international à travers l’Europe, les États-Unis et l’Asie. Cette société développe des productions originales ou des adaptations de propriétés déjà existantes sous forme de série où long métrage.
Zagtoon a des studios à Paris, Séoul, Montréal et Los Angeles.

## Séries télévisées

### Productions
- 2011 : Rosie (avec 2 minutes, 102x1 épisodes, diffusion Gulli et AB en France)[4]
- 2012 : Kobushi (avec Gulli et AB Productions, 104x7 épisodes, diffusion Gulli et AB en France, le 30 septembre 2012)[5]
- 2013 : Sammy & Co (avec nWave Pictures, Nexus Factory, et Studio Canal, 52x13 épisodes, diffusion M6)[6]
- 2015 : Miraculous: les aventures de Ladybug et Chat Noir (avec Method Animation, 132x26 épisodes en full CGI, diffusion TF1)[7]
- 2016 : Zak Storm, super Pirate (7C's) (avec Man of Action, Method Animation, et SAMG Animation, 39x26 épisodes, diffusion Gulli et Canal J)[8]
- 2018 : Denver, le dernier dinosaure (avec Method Animation, Nexus Factory et Umedia, 52x11 épisodes, diffusion M6)
- 2019 : Power Players (avec Man of Action, France Télévisions, Playmates Toys, Method Animation et Globosat, 78x11 épisodes, diffusion France 4)
- 2021 : Ghost Force (avec Kids Me, 52x11 épisodes, diffusion TF1)[9]

## Film
- 2023 : Miraculous, le film